# Oxya hyla
Oxya hyla is een rechtvleugelig insect uit de familie veldsprinkhanen (Acrididae). De wetenschappelijke naam van deze soort is voor het eerst geldig gepubliceerd in 1831 door Jean Guillaume Audinet Serville.